# Parectecephala maculosa
Parectecephala maculosa är en tvåvingeart som först beskrevs av Friedrich Hermann Loew 1872.  Parectecephala maculosa ingår i släktet Parectecephala och familjen fritflugor. Inga underarter finns listade i Catalogue of Life.